# Hippolyte Bulteau
 Hippolyte Bulteau, né à Dottignies et mort à Reims, est un peintre,  vitrailliste et sculpteur marbrier français, qui a exercé son art à Wazemmes puis à Reims.

## Biographie
Hippolyte Joseph Bulteau est né en 1828 à Dottignies, en Belgique.
Il fut l’élève d’Edmond Durieux.
Il s’installe, vers 1868, avenue de Laon à Reims.
Il épouse Élisie Jupin, avec laquelle il aura cinq enfants. Il signe une partie de ses œuvres « Bulteau-Jupin ».
Son fils, Marc-Joseph Bulteau, né à Wazemmes (Nord) le 15 avril 1858, fut également peintre verrier. Il signe ses œuvres « Bulteau » ou « Bulteau-Goulet ».
Hippolyte Bulteau se remarie[pourquoi ?] en 1881, avec Valentine Durand (1841-1895).
Il signe alors une partie de ses œuvres « Bulteau- Durand ».
Il décède le 27 juin 1895 à Reims et repose dans le canton 13 du cimetière du Nord de Reims.

## Œuvres

### Comme peintre verrier
- Église Saint-Loup à Châlons-sur-Marne : verrière (baie 21, dossier Palissy n° IM51000330),
- église Saint-André à Reims : verrière figurée (baie 19, dossier Palissy n° IM51000184),
- église Sainte-Geneviève à Reims : ensemble de 30 verrières du transept, des bas-côtés de la nef et du chœur (baies n° 5 à 8, 17 à 24, 100 à 115, 200 à 218, dossier IM51004311),
- église de Corbeny (détruite pendant la guerre de 1914-1918) : vitraux[1],
- église Saint-Christophe de Rocquigny : ensemble de 2 verrières à personnages (baies 9 et 10) : Saint Hubert ; Saint Eloi (dossier Palissy IM08003326).

### Comme architecte
- Église de Sains-Richaumont[1].

### Comme sculpteur marbrier
- Église de Sains-Richaumont : maître-autel en 1884[1],
- église Saint-Maurice de Reims : ensemble de l'autel secondaire de la chapelle Notre-Dame, (Dossier IM51005544)[2].